# Marco Girnth
Marco Girnth es un actor alemán, más conocido por interpretar a Jan Maybach en la serie SOKO Leipzig. 

## Biografía
En agosto de 1998 se casó con la actriz Katja Woywood, con quien tiene un hijo.

## Carrera
En 2001 se unió al elenco principal de la popular serie policíaca alemana SOKO Leipzig, donde interpreta al detective Jan Maybach hasta ahora.
En 2010 interpretó al doctor Horts Reuter en un episodio de la serie Lasko - Die Faust Gottes. En 2011 apareció como invitado en la popular serie policíaca Alarm für Cobra 11 - Die Autobahnpolizei, donde interpretó a Marc Behrends en el episodio "Toter Bruder". Anteriormente había aparecido por primera vez en la serie como invitado en 2002, cuando dio vida a Timo Resch durante el episodio "Der Rennstall" y más tarde apareció nuevamente en la serie en 2007 como Alexander Hofmann en el episodio "Schuld und Sühne".

## Filmografía

### Series de televisión
| Año           | Serie                                    | Personaje           | Notas                                       |
| ------------- | ---------------------------------------- | ------------------- | ------------------------------------------- |
| 2001-presente | SOKO Leipzig                             | Jan Maybach         | 270 episodios                               |
| 2013          | Der Bergdoktor                           | Thomas Weidler      | episodio "Allein"                           |
| 2013          | Christine. Perfekt war gestern!          | Heiko Richter       | 4 episodios                                 |
| 2013          | SOKO: Der Prozess                        | Jan Maybach         | episodio "Bis die Maske fällt" - 'miniserie |
| 2013          | IK 1 - Touristen in Gefahr               | Ben Jakobs          | episodio "Laos"                             |
| 2011          | Alarm für Cobra 11 - Die Autobahnpolizei | Tom / Marc Behrends | episodio "Toter Bruder"                     |
| 2010          | Lasko - Die Faust Gottes                 | Dr. Horst Reuter    | episodio "Schwestern im Glauben"            |
| 2000, 2009    | SOKO 5113                                | Philipp Merkel      | 2 episodios                                 |
| 2008          | The Bill                                 | Jan Maybach         | 2 episodios                                 |
| 2005          | Der Ferienarzt                           | Michael Weber       | episodio "...in der Provence"               |
| 2005          | Küstenwache                              | Heini Jordan        | episodio "Tod auf dem Tonnenleger"          |
| 2005          | Edel & Starck                            | -                   | episodio "Die Venusfalle"                   |
| 2004          | Unser Charly                             | Thorsten Walter     | episodio "Gefährliche Lügen"                |
| 2004          | Wolffs Revier                            | Steffen König       | episodio "Tod in Uniform"                   |
| 2003          | Mit Herz und Handschellen                | Werner              | 3 episodios                                 |
| 1999 - 2002   | Die Strandclique                         | Mark Röders         | 39 episodios                                |
| 2002          | Berlin, Berlin                           | Sebastian           | 2 episodios                                 |
| 2000          | Die rote Meile                           | Wim Beyer           | episodio "Die eleganteste Versuchung"       |
| 1999          | Das Traumschiff                          | Lukas               | episodio "Tahiti"                           |
| 1998 - 1999   | Gegen den Wind                           | Patrick             | 11 episodios                                |
| 1998          | Die Wache                                | Konstantin          | episodio "Hack the Planet"                  |
| 1996 - 1998   | Unter uns                                | Sven Rusinek        | 4 episodios                                 |
| 1997          | First Love - Die große Liebe             | Lukas               | -                                           |

### Películas
| Año  | Título           | Personaje | Notas |
| ---- | ---------------- | --------- | --- |
| 2015 | Endlich Frühling | -         | junto a Hendrik Duryn, Maria Simon & Simone Thomalla                                                           |
| 2000 | Holgi            | Max       | junto a Eva Herzig, Konstantin Prochorowski, Claudia Grünberg, Olaf Weißenberg, Kristiane Kupfer & Nora Bendig |

## Premios y nominaciones
| Año  | Categoría                           | Premio                    | Serie/Película | Resultado |
| ---- | ----------------------------------- | ------------------------- | -------------- | --------- |
| 2012 | Outstanding Actor in a Drama Series | Golden Nymph Award        | SOKO Leipzig   | Nominado  |
| 2000 | Best Young Actor                    | Max Ophüls Festival Award | Holgi          | Ganador   |